# Ernő Dohnányi
Pour les articles homonymes, voir Dohnanyi.
Dans le nom hongrois Dohnányi Ernő, le nom de famille précède le prénom, mais cet article utilise l’ordre habituel en français Ernő Dohnányi, où le prénom précède le nom.
 (mai 2017).
Si vous disposez d'ouvrages ou d'articles de référence ou si vous connaissez des sites web de qualité traitant du thème abordé ici, merci de compléter l'article en donnant les références utiles à sa vérifiabilité et en les liant à la section « Notes et références ».
Ernő Dohnányi (Ernst von Dohnányi en allemand ; Bratislava, 27 juillet 1877 – New York, 9 février 1960) est un compositeur, chef d'orchestre et pianiste hongrois. Il est le père de Hans von Dohnányi et le grand-père de Klaus et Christoph von Dohnányi.

## Biographie
Ernő Dohnányi est le fils de Frigyes Dohnányi, professeur de mathématiques au lycée royal catholique de Bratislava et également violoncelliste amateur de talent, et d'Ottilia Szlabey. La famille remonte à György Dohnányi, anoblie en 1667 par Léopold Ier.
Ernő découvre la musique avec son père avant d'entrer à la Liszt Ferenc Zeneakadémia de Budapest. Il étudie le piano et la composition avec Carl Forstner, organiste à la cathédrale de Bratislava. En 1894, il devient l'élève d'István Thomán pour le piano et d'Hans von Koessler pour la composition. Il fait la connaissance de Béla Bartók, élève lui aussi. Dohnányi compose pendant ses années d'études un Quintette pour piano en ut mineur qui est largement diffusé à Vienne grâce au soutien de Johannes Brahms. 
Après quelques leçons reçues d'Eugen d’Albert, Dohnányi fait ses débuts à Berlin en 1897 en tant que pianiste et rencontre un grand succès. Fêté comme le successeur de Franz Liszt, il se produit à travers toute l'Europe, notamment au Queen's Hall de Londres. Également chef d'orchestre, il défend les œuvres de ses contemporains, tel Béla Bartók. Il se rend aux États-Unis en tant que concertiste ou pour jouer de la musique de chambre.
Joseph Joachim l'invite à enseigner à la Hochschule de Berlin, de 1905 à 1915. De retour à Budapest, Dohnányi devient organisateur de concerts avant d'être nommé directeur de l'Académie de musique de Budapest en 1919, puis renvoyé la même année pour raisons politiques. Il retrouvera ce poste de 1934 à 1941.
En 1919, il devient directeur musical de l'orchestre philharmonique de Budapest où il joue aussi bien Bartók que Zoltán Kodály sans défendre sa propre musique. Parmi les élèves de Dohnányi, on peut citer Géza Anda, Annie Fischer, Edward Kilenyi, Bálint Vázsonyi, Georg Solti, Ľudovít Rajter, György Cziffra et Frank Cooper.
Après la Seconde Guerre mondiale, pendant laquelle il a perdu ses deux fils, opposés comme lui aux nazis, Dohnányi se rend aux États-Unis. Il subit une campagne de dénigrement de la part du nouveau gouvernement hongrois, désormais communiste.
Il enseigne pendant dix ans à l'université de Floride et continue à composer avec un intérêt particulier pour la musique folklorique américaine et le jazz. Sa dernière œuvre orchestrale composée en 1953, appelée American Rhapsody, est basée sur les chansons populaires On Top of Old Smokey et I am a Poor, Wayfaring Stranger.

## Œuvre
À l'instar de Béla Bartók et Zoltán Kodály, Dohnanyi s'est inspiré du folklore hongrois, mais il est surtout redevable de l'influence de Johannes Brahms.
Il laisse 48 opus numérotés et environ 120 œuvres en tout.

### Ballet
- Le Voile de Pierrette, pantomime d'après l'œuvre d'Arthur Schnitzler, op. 18 (1909)

### Opéras
- Tante Simona, opéra comique en un acte, op. 20 (1912)
- A vajda tornya (La Tour du Voivod), opéra en trois actes sur un livret de Viktor Lányi, d'après Hans Heinz Ewers et Marc Henry, op. 30 (1922)
- Le Ténor, opéra en 3 actes sur un livret de Ernő Góth, d'après Bürger Schippel de Karl Sternheim, op. 34 (1927)

### Vocales
- Messe Szegediner, op. 35 (1930)
- Cantate Cantus vitae, op. 38 (1941)
- Stabat mater, op. 46 (1953)

### Orchestre
- Symphonie en fa majeur (1896, non publiée)
- Ouverture Zrínyi pour orchestre (Zrínyi-nyitány) (1896)
- Symphonie nº 1 en ré mineur, op. 9 (1901)
- Suite pour orchestre en fa dièse mineur, op. 19 (1909)
- Ouverture festive hongroise (Ünnepi nyitány) op. 31 (1923)
- Ruralia hungarica (d'après des airs populaires hongrois), pour orchestre et autres versions pour instruments, op. 32b (1924)
- Minutes symphoniques pour orchestre, op. 36 (1933)
- Suite en valse (Keringoszvit) op. 39 (1943)
- Symphonie nº 2 en mi majeur, op. 40 (1944, révisée en 1956)
- American Rhapsody, op. 47 (1953)

### Concertantes
- Concerto pour piano et orchestre nº 1 en mi mineur (le thème initial est inspiré de la Symphonie nº 1 de Brahms), op. 5 (1898)
- Konzertstück pour violoncelle et orchestre en ré majeur, op. 12 (1904)
- Variations sur une chanson enfantine pour piano et orchestre, op. 25 (1914) ; sur le thème de Ah ! vous dirai-je, maman de Mozart, K.265
- Concerto pour violon et orchestre nº 1 en ré mineur, op. 27 (1915)
- Concerto pour piano et orchestre nº 2 en si mineur, op. 42 (1947)
- Concerto pour violon et orchestre nº 2 en ut mineur, op. 43 (1950)
- Concertino pour harpe et orchestre de chambre, op. 45 (1952)

### Musique de chambre
- Quatuor avec piano en fa dièse mineur (1891-93)
- Sextuor à cordes en si bémol majeur (1893, rev. 1896)
- Quintette avec piano no 1 en ut mineur, op. 1 (1895)
- Quatuor à cordes no 1 en la majeur, op. 7 (1899)
- Sonate pour violoncelle et piano en si bémol majeur, op. 8 (1899)
- Sérénade en ut majeur pour trio à cordes, op. 10 (1902)
- Quatuor à cordes nº 2 en ré bémol majeur, op. 15 (1906)
- Marche nuptiale pour piano et quatuor à cordes (1910)
- Sonate pour violon et piano en ut dièse mineur, op. 21 (1912)
- Quintette avec piano no 2 en mi bémol mineur, op. 26 (1914)
- Quatuor à cordes nº 3 en la mineur, op. 33 (1926)
- Sextuor en ut pour piano, cordes et vents, op. 37 (1935)

### Instrument seul
- Quatre pièces pour piano : Scherzo ; deux intermezzos & cappriccio, op. 2 (1896-1897)
- Variations & Fugue sur un thème d'E.G. (Emma Gruber), op. 4 (1897)
- Passacaglia en mi bémol mineur, op. 6
- Quatre rhapsodies pour piano, op. 11 (1903)
- Winterreigen, Dix bagatelles, op. 13 (1905)
- Humoresque en forme de suite : marche ; toccata ; pavane du XVIe siècle avec variations ; pastorale & introduction et fugue, op. 17 (1907)
- Trois pièces pour piano, op. 23 (1912)
- Suite dans le style ancien op. 24 (1913)
- Études de concert pour piano, op. 28 (1916)
- Variations sur un chant populaire hongrois, op. 29 (1917)
- Ruralia hungarica, composition en sept mouvements, op. 32a (1923 - 1924)
- Six pièces pour piano op. 41 (1945)
- Trois pièces singulières pour piano : Burletta ; nocturne & perpetuum mobile, op. 44 (1951)
- Passacaglia pour flûte solo, op. 48 nº 2
- Du und Du : transcription de La Chauve-souris de Johann Strauss, op. 367 (1928)
- Schatzwalzer : transcription de Le Baron tzigane de Johann Strauss, op. 418 (1928)
- Gavotte & musette en si bémol (1898 - publ. 1905)
- Pastorale Noël hongrois (1920)
- Rondo alla Zingarese (1920)
- Valse de Coppélia de Delibes (1925)
- Valse de Naila du ballet La Source de Delibes (1897 - publ. 1916)
- Valse noble (publ. 1925)

## Discographie

### Piano et musique de chambre
- Quintettes avec piano no 1, op. 1 et no 2, op. 26 ; Sérénade pour trio à cordes, op.10 - The Schubert Ensemble Of London (2012, Hyperion)
- L'Œuvre pour piano, vol. 1 : quatre rhapsodies, op. 11 ; Winterreigen, Dix bagatelles, op. 13 ; trois pièces singulières, op. 44 ; Pastorale Noël hongrois et valse de Coppélia de Delibes - Martin Roscoe, piano (2012, Hyperion)
- L'Œuvre pour piano, vol. 2 : Quatre pièces, op.2 ; Variations & Fugue sur un thème d'E.G. (Emma Gruber), op.4 ; Humoresken in Form einer Suite, op.17 & Valse noble - Martin Roscoe, piano (2013, Hyperion)
- L'Œuvre pour piano, vol. 3 :  Ruralia hungarica, op 32a ; Variations sur un chant populaire hongrois, op. 29 ; Trois pièces, op.23 ; Du und Du, op. 367 ; Schatzwalzer, op.418 ; Gavotte et Musette en si bémol & Valse de Naila - Martin Roscoe, piano (2015, Hyperion)

### Orchestre et concertos
- Symphonie no 2, op.40 ; Minutes symphoniques pour orchestre, op. 36 - BBC Philharmonic, dir. Matthias Bamert (1996, Chandos)
- Symphonie no 1, op.9 ; American Rhapsody, op.47 - BBC Philharmonic, dir. Matthias Bamert (1998, Chandos)
- Variations sur une chanson enfantine pour piano et orchestre, op. 25 ; Suite pour orchestre en fa dièse mineur, op. 19 & Le voile de Pierrette, op.18 : Howard Shelley, piano ; BBC Philharmonic, dir. Matthias Bamert (1999, Chandos)
- Concerto pour piano et orchestre no 1, op. 5 ; Concerto no 2, op. 42 - Martin Roscoe, piano ; BBC Scottish Symphony Orchestra, dir. Fedor Glushchenko (2001, Coll. « Concerto romantique pour piano » vol. 6, Hyperion)
- Concerto pour violon et orchestre no 2, op.43 ; Concertino pour harpe et orchestre de chambre, op.45 & Concerto pour piano et orchestre n°2, op.42 - James Ehnes, violon ; Clifford Lantaff, harpe ; Howard Shelley, piano ; BBC Philharmonic, dir. Matthias Bamert  (2004, Chandos)
- Konzertstück pour violoncelle et orchestre, op. 12 - Alban Gerhardt, violoncelle ; BBC Scottish Symphony Orchestra, Carlos Kalmar (2005, Coll. « Concerto romantique pour violoncelle », Vol. 1, Hyperion) — avec le Concerto op. 20 d'Eugene d'Albert et la Symphonie Concertante de Georges Enesco.
- Concertos pour violon et orchestre n°1, op.27 & n°2, op.43 : Michael Ludwig, violon ; Royal Scottish National Orchestra, JoAnn Faletta (direction d'orchestre) (2008, Naxos)
- Concerto pour piano et orchestre no 1, op. 5 ; Concerto no 2,op. 42 - Howard Shelley, piano ; BBC Philharmonic, dir. Matthias Bamert (2010, Chandos)